# Les Salles-Lavauguyon
Les Salles-Lavauguyon (okzitanisch Las Salas La Vau Guion) ist eine französische Gemeinde mit 157 Einwohnern (Stand 1. Januar 2022) im Département Haute-Vienne in der Region Nouvelle-Aquitaine. Es gibt eine denkmalgeschützte Kirche, St-Eutrope.

## Geographie
Nachbargemeinden sind:
- Videix
- Verneuil
- Chéronnac
- Maisonnais-sur-Tardoire
- Massignac
- Sauvagnac

## Bevölkerungsentwicklung
| Jahr      | 1968 | 1975 | 1982 | 1990 | 1999 | 2006 | 2011 | 2016 | 2021 |
| Einwohner | 332  | 295  | 233  | 210  | 198  | 175  | 173  | 144  | 151  |

Mit Stand 2024 sind ein erheblicher Anteil der Einwohner (ca. 50 %) britische Staatsbürger im Rentenalter.